# Château Sonnino
Le château Sonnino (en italien : Castello del Sonnino), est un château situé à Livourne, sur un promontoire près du hameau au sud d'Antignano et le long de la route côtière de Quercianella (it), dans la province de Livourne en Toscane.

## Historique
La construction du château remonte à la fin du XIXe siècle, lorsque le baron Sidney Sonnino décida d'y installer sa résidence. La zone désignée était occupée par une forteresse du XVIe siècle, construite par les Médicis sur les restes d'une ancienne fortification d'origine lointaine et faisant partie d'un système complexe de défense de la côte.
Les travaux consistaient en une expansion et une élévation de la structure préexistante, qui autrefois, connue sous le nom de Torre San Salvatore, consistait en une tour carrée précédée d'un bastion pour le positionnement de l'artillerie. Le manoir a été complété par l'ajout d'une chapelle extérieure (1895), qui existe encore aujourd'hui et est immergée dans le parc luxuriant qui l'entoure.
Sonnino, figure marquante de la scène politique italienne, était fortement lié à sa maison de Livourne : homme bourru et sévère, il était fasciné par la rude solitude et la beauté de cette partie de la côte, qu'il pouvait dominer sur de grandes étendues, du haut du château. Il décida même d'y être enterré et c'est pourquoi, à sa mort (1922), son corps fut enterré dans une grotte située dans la falaise, à proximité de la même forteresse.
Actuellement, le château est une résidence privée et donc inaccessible au public, sauf lors d'occasions spéciales, comme lors des Journées FAI  organisées en 2007, lorsque la propriété a ouvert la résidence aux Livournais et à de nombreux touristes.
De plus, le manoir dispose d'un port de plaisance privé, où se dresse une petite tour néo-médiévale, capable d'accueillir un maximum de dix petits bateaux et sans aucun service.

## Description
Le château de Sonnino est un édifice de style néo-médiéval : toute la structure est surmontée d'un crénelage qui, de loin, donne à la résidence un aspect encore plus imposant.
L'intérieur est simple et austère : le seul élément notable est une porte en bois finement sculptée dans un style néogothique. La structure originale de la forteresse est encore reconnaissable et notamment celle de la terrasse Médicis, dans laquelle a été aménagée aujourd'hui une grande salle de réception.
La chapelle extérieure rappelle également le style médiéval, avec une façade comprenant une petite fenêtre bifore ; la petite salle intérieure a un plan rectangulaire, fermée par une abside et couverte par une série de fermes en bois.

## Galerie

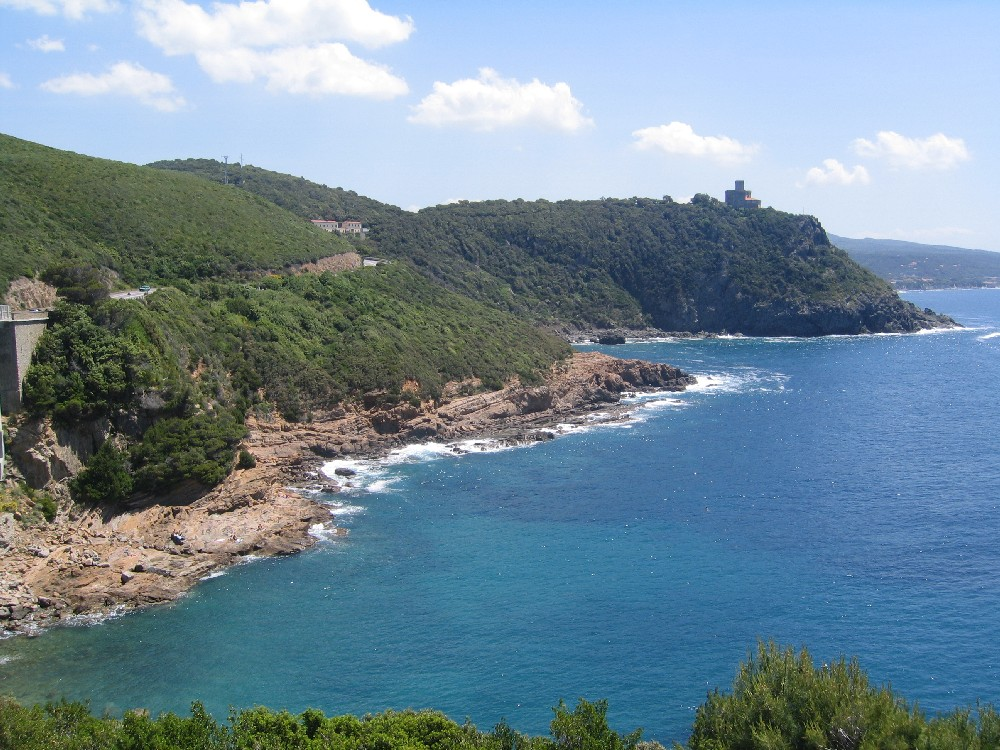
Le château vu de la côte.
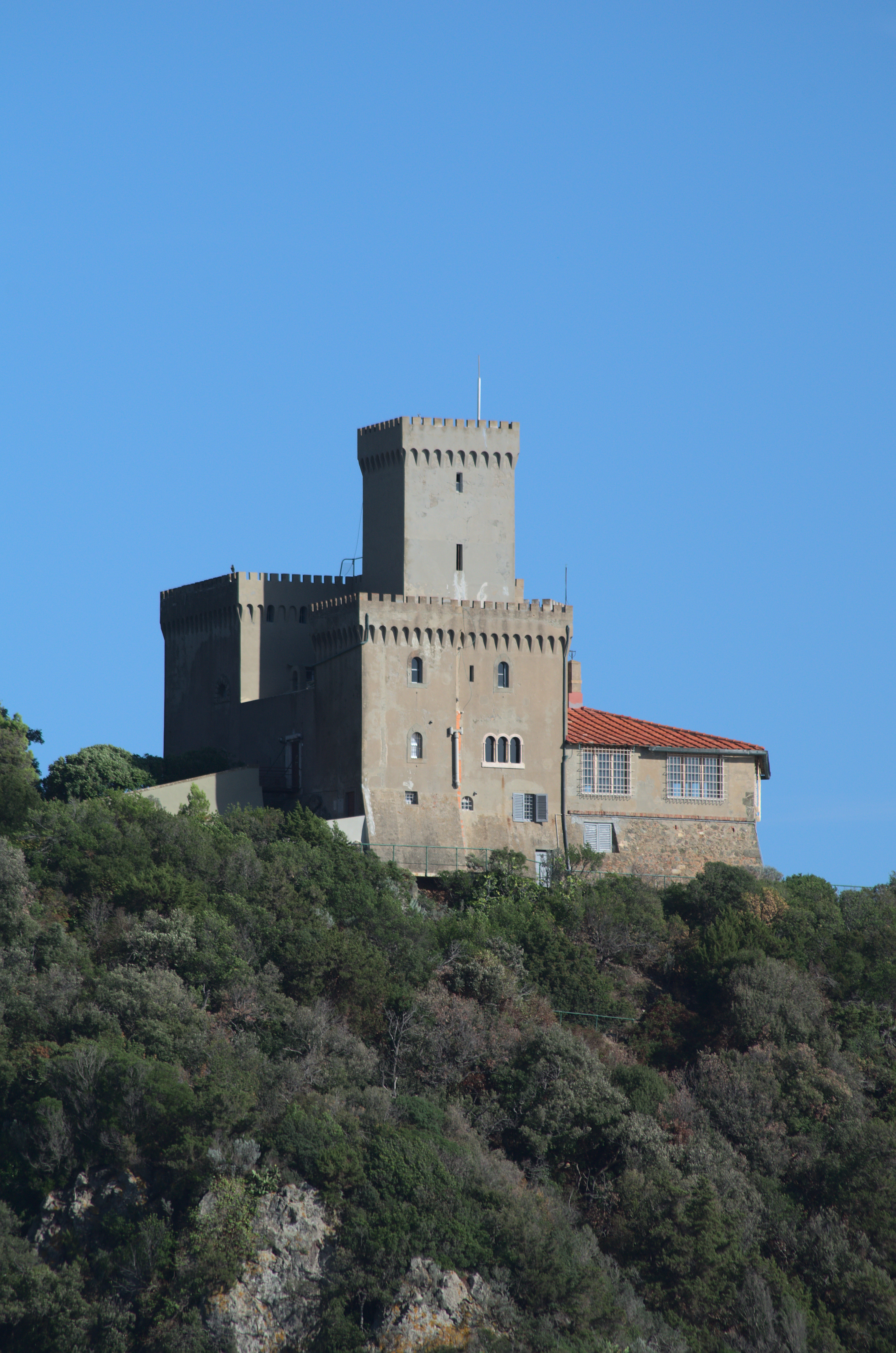